# The Rising (film)
The Rising è un film di Bollywood, diretto da Ketan Mehta nel 2005, con Aamir Khan e Rani Mukherjee. È anche noto con il titolo internazionale di The Ballad of Mangal Pandey. Il film è narrato in prima persona e riguarda un personaggio storico realmente esistito. Nei titoli di testa i produttori fanno un ringraziamento speciale sia a Om Puri che a Kirron Kher.

## Trama
Il film si apre con la narrazione di un evento avvenuto il 7 aprile 1857 nella prigione di Barrackpore: in quel periodo la Compagnia Inglese delle Indie Orientali governava tutta l'India e, quindi, il destino di un quinto dell'umanità. Un soldato Sepoy, di nome Mangal Pandey, (Aamir Khan) sta per essere giustiziato mediante impiccagione per ammutinamento e cospirazione. Salito sulla forca, gli viene chiesto se ha un ultimo desiderio e lui risponde che non lo possono realizzare. C'è però un problema: il boia è scappato perché non vuole ucciderlo. Viene allora proposto da parte del Generale ad uno dei soldati indiani di fare da boia, ma questi si rifiuta dicendo che è un bramino e che va contro la sua religione. Gli inglesi, sconcertati, decidono allora di chiamare un boia da Calcutta e di rimandare l'esecuzione al giorno dopo.
Tra i soldati c'è anche William Gordon, il quale aspetta che tutti se ne vadano e, rimasto solo, inizia a sentirsi in colpa per quello che è successo.
La narrazione torna a quattro anni prima, quando durante una delle tante battaglie nelle montagne dell'Afghanistan, Mangal Pandey, per salvare il suo capitano, Gordon, rimane ferito. Vengono portati al campo base e, una volta guarito, Gordon, per ringraziare il suo nuovo amico, gli regala la sua pistola, dicendogli che non ha niente altro da dargli. Quattro anni dopo, il 31 dicembre del 1856, a Calcutta tutto è pronto per i festeggiamenti per il nuovo anno: a casa di Lord Canning, governatore generale, è in corso una gran cerimonia e tra gli ospiti ci sono anche due ricchi e importanti uomini: Lockwood e Kent. Quest'ultimo ha con sé la figlia Emily. Durante il ricevimento un cameriere, inciampando, versa dello spumante sul vestito della ragazza e uno dei soldati, Hewson, si arrabbia fortemente e lo rincorre; una volta raggiunto lo prende a calci, lo fa rialzare e lo frusta, gridando che non si deve più permettere di toccare una donna bianca. Tutti assistono alla scena, ma soltanto Mangal ha il coraggio di intervenire e di fermarlo.
Intanto viene presentato un nuovo fucile, il Pattern 1853 Enfield da far usare per la guerra anche ai nativi Sepoy. Durante la gita a un mercato, Gordon, Emily e Mangal assistono alla vendita di una schiava (Rani Mukherjee), che viene acquistata da una tenutaria di un bordello, di nome Lol Bibi (Kirron Kher), che decide di chiamarla Heera (Diamante).
Durante il trasporto dei nuovi fucili, una ruota di un carro si rompe e molte cartucce del carico cadono per terra davanti alla popolazione; tutti notano che i cani si avvicinano alle cartucce e iniziano a leccare, perché vi è grasso di maiale e di vacca (il primo è un animale impuro per i musulmani e il secondo è un animale sacro agli indù). Ciò crea un grande scompiglio tra la popolazione che ne parla con i Sepoy, i quali non possono staccare l'astuccio delle cartucce con la bocca se è incollato con il grasso di animali sacri. Gli inglesi però rassicurano il popolo e Gordon dà la sua parola a Mandal che non è vero niente e che quindi possono continuare a servire la Compagnia come hanno fatto sempre.
L'amicizia tra questi ultimi due si rafforza sempre più e, una volta, durante una gita, assistono ad un rito indiano, bandito dagli inglesi: il Sati, che consiste nel bruciare una vedova che accompagna il marito alla cremazione: i due decidono così di salvare la ragazza (Amisha Patel), che viene portata a casa di Gordon, dove rivela il suo nome, Jwala.
Ben presto la loro amicizia finisce, perché, grazie all'aiuto di Sorabji, gli indiani scoprono che effettivamente le cartucce erano chiuse con grasso di maiale e di vacca; quando Mangal lo viene a sapere, va da Gordon, gli restituisce la pistola che gli aveva dato in regalo e gli dice che non sono più fratelli. Nonostante l'inglese si scusi dicendo che non ne sapeva nulla, il Sepoy non vuole sentir ragioni. Così viene organizzata la rivolta contro gli inglesi, ma i sogni di indipendenza e di libertà di Mangal si scontrano presto con la forza dell'esercito britannico. Intanto è sbocciato l'amore tra Gordon e Jwala e tra Mangal e Heera.
Alla fine però, il nuovo eroe del popolo indiano viene preso e giustiziato: le sue ultime parole sono: “All'attacco”. Subito dopo la sua morte, il folto pubblico accorso a vedere l'esecuzione, parte veramente all'attacco e continua così la lotta per la libertà.
Il narratore conclude il film dicendo che ci vorranno novanta anni perché l'India abbia finalmente quello che cerca. Tra i documenti storici che appaiono alla fine, c'è anche un omaggio a Mahatma Gandhi.

## Uscite internazionali
- Uscita in  Svizzera: 3 agosto 2005 (Festival internazionale del film di Locarno)
- Uscita in  India: 12 agosto 2005
- Uscita nel  Regno Unito: 12 agosto 2005
- Uscita negli  USA: 12 agosto 2005
- Uscita nei  Paesi Bassi: 18 agosto 2005
- Uscita in  Polonia: 4 agosto 2006

## Musiche
Nel film sono presenti sei canzoni (di cui una viene cantata tre volte), di seguito riportate nell'ordine in cui compaiono:
- Mangal Mangal
- Al Maddath Maula
- Main Vari Vari
- Rasiya
- Takey Takey
- Holi Re

La prima è quella presente tre volte: subito all'inizio, nei titoli di testa e poi alla fine dove viene cantata due volte a breve distanza l'una dall'altra.
Al Maddath Maula è una canzone corale ambientata al mercato e con riferimenti al valore del denaro, poco prima della comparsa di Rani Mukherjee, la quale attira l'attenzione nella terza canzone, in cui balla e canta nel bordello accanto alle colleghe e davanti agli ufficiali inglesi.
Rasiya è invece cantata nel momento più romantico del film, quando Jwala e Gordon si baciano e inoltre sboccia l'amore tra Heera e Mandal. Takey Takey è una canzone corale cantata per intero da uomini poco prima della decisione della ribellione. Holi Re è, infine, ricchissima di colori con i due protagonisti in primo piano.